# Gradac (Sjenica)
Pour les articles homonymes, voir Gradac.
Gradac (en serbe cyrillique : Градац) est un village de Serbie situé dans la municipalité de Sjenica, district de Zlatibor. Au recensement de 2011, il comptait 90 habitants.
Gradac est situé sur les bords de l'Uvac.

## Démographie
| 1948 | 1953 | 1961 | 1971 | 1981 | 1991 | 2002 | 2011 |
| ---- | ---- | ---- | ---- | ---- | ---- | ---- | ---- |
| 264  | 318  | 304  | 282  | 237  | 141  | 150  | 90   |

|  |